# Nasser Valverde
Nasser Iván Valverde Baltodano (Diriamba, Carazo, 4 de enero de 1993) es un futbolista nicaragüense. Juega de Defensa en el Diriangén de la Primera División de Nicaragua.

## Trayectoria
Debutó en 2011 con el Diriangén, club en el cual ha realizado toda su carrera profesional.

## Selección nacional
Ha sido internacional con la Selección de fútbol de Nicaragua desde 2012. Hizo su debut internacional el 26 de febrero de 2012, en un juego amistoso frente a Puerto Rico que finalizó 4 goles a 1 a favor de su selección.
En 2013 fue convocado por Enrique Llena para disputar la Copa Centroamericana 2013.

### Participaciones en Copa Centroamericana
| Copa Centroamericana      | Sede       | Resultado    |
| ------------------------- | ---------- | ------------ |
| Copa Centroamericana 2013 | Costa Rica | Primera Fase |

## Clubes
| Club      | País      | Año             |
| --------- | --------- | --------------- |
| Diriangén | Nicaragua | 2011-actualidad |